# Alloeopage cinerea
Alloeopage cinerea là một loài bướm đêm trong họ Geometridae.